# 沃格尔陨击坑 (火星)

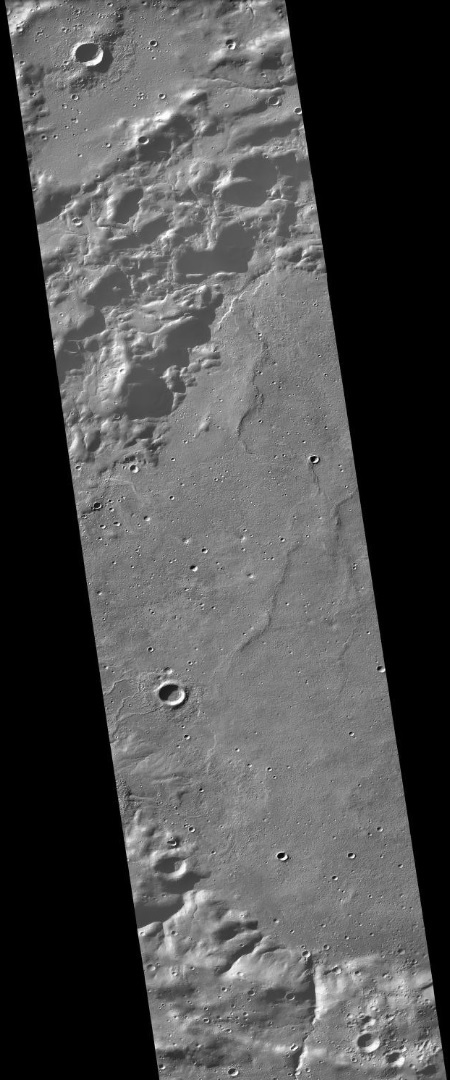
火星勘测轨道飞行器背景相机拍摄的沃格尔陨击坑西侧部分。

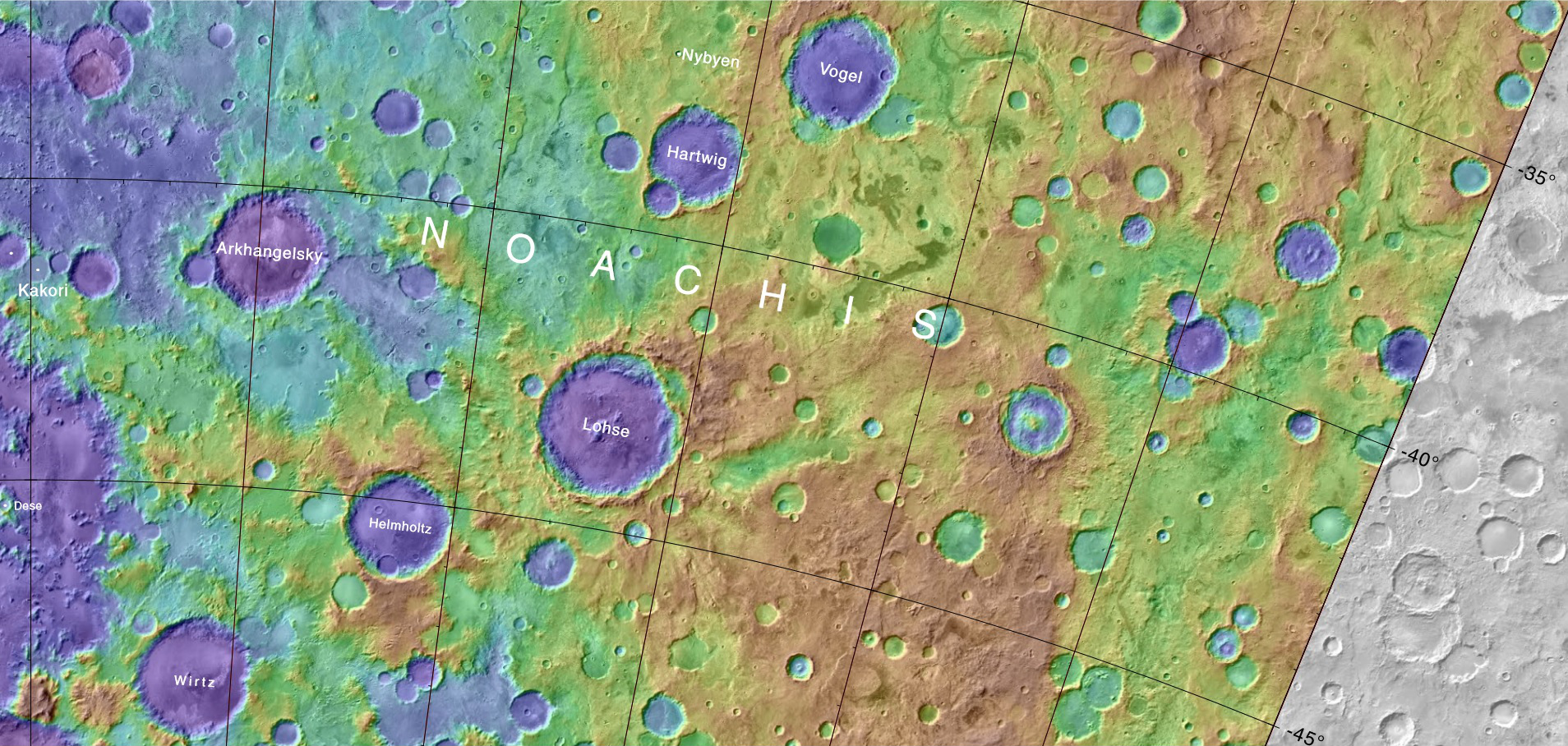
显示沃格尔陨击坑和附近其他陨坑位置的地形图。

沃格尔陨击坑（Vogel）是火星阿耳古瑞区的一座撞击坑，中心坐标位于南纬36.8度、西经13.4度处，直径121公里（75英里），其名称取自德国天文学家赫尔曼·卡尔·沃格尔(1841年-1907年)，1973年被国际天文联合会正式批准接受。
沃格尔陨击坑位于哈特维希陨击坑的东北。

## 另请查看
- 火星撞击坑